# Limnophila (Limnophila) brachyptera
Limnophila (Limnophila) brachyptera is een tweevleugelige uit de familie steltmuggen (Limoniidae). De soort komt voor in het Australaziatisch gebied.